# Governatore della Florida
Il Governatore della Florida (in inglese: Governor of Florida) è il capo del governo dello stato statunitense della Florida.
Attualmente, il governatore in carica è il repubblicano Ron DeSantis.

## Storia
Lo stato della Florida venne inizialmente ammesso negli Stati Uniti il 3 marzo 1845 ma si separò momentaneamente dal 10 gennaio 1861 venendo poi riammesso il 25 giugno 1868.

## Governatori

### Governo militare
La Florida spagnola è stata acquisita dalla Spagna tramite il trattato Adams-Onís, entrato in vigore il 10 luglio 1821. Parti della Florida occidentale erano già stati assegnati ad Alabama, Louisiana e Mississippi; il resto della Florida orientale era governata dal comandante della forza militare che aveva aiutato l'influenza americana nella regione.
| Foto | Nome           | Inizio mandato | Fine mandato     | Designato da | Note  |
| ---- | -------------- | -------------- | ---------------- | ------------ | ----- |
|      | Andrew Jackson | 10 marzo 1821  | 31 dicembre 1821 | James Monroe | [ 2 ] |

### Territorio della Florida
Il Territorio della Florida è stato organizzato il 30 marzo 1822, unendo l'oriente e l'occidente.
| Foto              | Nome               | Inizio mandato  | Fine mandato    | Designato da           |
| ----------------- | ------------------ | --------------- | --------------- | ---------------------- |
|                   | William Pope Duval | 17 aprile 1822  | 24 aprile 1834  | James Monroe           |
| John Quincy Adams | William Pope Duval | 17 aprile 1822  | 24 aprile 1834  |                        |
| Andrew Jackson    | William Pope Duval | 17 aprile 1822  | 24 aprile 1834  |                        |
|                   | John Eaton         | 24 aprile 1834  | 16 marzo 1836   | Andrew Jackson         |
|                   | Richard K. Call    | 16 marzo 1836   | 2 dicembre 1839 | Andrew Jackson         |
|                   | Robert R. Reid     | 2 dicembre 1839 | 19 marzo 1841   | Martin Van Buren       |
|                   | Richard K. Call    | 19 marzo 1841   | 11 agosto 1844  | William Henry Harrison |
| John Tyler        | Richard K. Call    | 19 marzo 1841   | 11 agosto 1844  |                        |
|                   | John Branch        | 11 agosto 1844  | 25 giugno 1845  | John Tyler             |

### Stato della Florida
Partiti politici:

  Democratico (34) 
  Repubblicano (9) 
  Partito Proibizionista (1) 
  Whig (1) 
| #  | Foto | Nome                  | Mandato           | Mandato           | Partito        |
| #  | Foto | Nome                  | Inizio            | Termine           | Partito        |
| -- | ---- | --------------------- | ----------------- | ----------------- | -------------- |
| 1  |      | William D. Moseley    | 25 giugno 1845    | 1º ottobre 1849   | Democratico    |
| 2  |      | Thomas Brown          | 1º ottobre 1849   | 3 ottobre 1853    | Whig           |
| 3  |      | James E. Broome       | 3 ottobre 1853    | 5 ottobre 1857    | Democratico    |
| 4  |      | Madison S. Perry      | 5 ottobre 1857    | 7 ottobre 1861    | Democratico    |
| 5  |      | John Milton           | 7 ottobre 1861    | 1º aprile 1865    | Democratico    |
| 6  |      | Abraham K. Allison    | 1º aprile 1865    | 19 maggio 1865    | Democratico    |
| 7  |      | William Marvin        | 13 luglio 1865    | 20 dicembre 1865  | Provvisorio    |
| 8  |      | David S. Walker       | 20 dicembre 1865  | 4 luglio 1868     | Democratico    |
| 9  |      | Harrison Reed         | 4 luglio 1868     | 7 gennaio 1873    | Repubblicano   |
| 10 |      | Ossian B. Hart        | 7 gennaio 1873    | 18 marzo 1874     | Repubblicano   |
| 11 |      | Marcellus Stearns     | 18 marzo 1874     | 2 gennaio 1877    | Repubblicano   |
| 12 |      | George F. Drew        | 2 gennaio 1877    | 4 gennaio 1881    | Democratico    |
| 13 |      | William D. Bloxham    | 4 gennaio 1881    | 7 gennaio 1885    | Democratico    |
| 14 |      | Edward A. Perry       | 7 gennaio 1885    | 8 gennaio 1889    | Democratico    |
| 15 |      | Francis P. Fleming    | 8 gennaio 1889    | 3 gennaio 1893    | Democratico    |
| 16 |      | Henry L. Mitchell     | 3 gennaio 1893    | 5 gennaio 1897    | Democratico    |
| 17 |      | William D. Bloxham    | 5 gennaio 1897    | 8 gennaio 1901    | Democratico    |
| 18 |      | William S. Jennings   | 8 gennaio 1901    | 3 gennaio 1905    | Democratico    |
| 19 |      | Napoleon B. Broward   | 3 gennaio 1905    | 5 gennaio 1909    | Democratico    |
| 20 |      | Albert W. Gilchrist   | 5 gennaio 1909    | 7 gennaio 1913    | Democratico    |
| 21 |      | Park M. Trammell      | 7 gennaio 1913    | 2 gennaio 1917    | Democratico    |
| 22 |      | Sidney Johnston Catts | 2 gennaio 1917    | 4 gennaio 1921    | Proibizionista |
| 23 |      | Cary A. Hardee        | 4 gennaio 1921    | 6 gennaio 1925    | Democratico    |
| 24 |      | John W. Martin        | 6 gennaio 1925    | 8 gennaio 1929    | Democratico    |
| 25 |      | Doyle E. Carlton      | 8 gennaio 1929    | 3 gennaio 1933    | Democratico    |
| 26 |      | David Sholtz          | 3 gennaio 1933    | 5 gennaio 1937    | Democratico    |
| 27 |      | Fred P. Cone          | 5 gennaio 1937    | 7 gennaio 1941    | Democratico    |
| 28 |      | Spessard Holland      | 7 gennaio 1941    | 2 gennaio 1945    | Democratico    |
| 29 |      | Millard F. Caldwell   | 2 gennaio 1945    | 4 gennaio 1949    | Democratico    |
| 30 |      | Fuller Warren         | 4 gennaio 1949    | 6 gennaio 1953    | Democratico    |
| 31 |      | Daniel T. McCarty     | 6 gennaio 1953    | 28 settembre 1953 | Democratico    |
| 32 |      | Charley Eugene Johns  | 28 settembre 1953 | 4 gennaio 1955    | Democratico    |
| 33 |      | LeRoy Collins         | 4 gennaio 1955    | 3 gennaio 1961    | Democratico    |
| 34 |      | C. Farris Bryant      | 3 gennaio 1961    | 5 gennaio 1965    | Democratico    |
| 35 |      | W. Haydon Burns       | 5 gennaio 1965    | 3 gennaio 1967    | Democratico    |
| 36 |      | Claude R. Kirk, Jr.   | 3 gennaio 1967    | 5 gennaio 1971    | Repubblicano   |
| 37 |      | Reubin Askew          | 5 gennaio 1971    | 2 gennaio 1979    | Democratico    |
| 38 |      | Bob Graham            | 2 gennaio 1979    | 3 gennaio 1987    | Democratico    |
| 39 |      | Wayne Mixson          | 3 gennaio 1987    | 6 gennaio 1987    | Democratico    |
| 40 |      | Bob Martinez          | 6 gennaio 1987    | 8 gennaio 1991    | Repubblicano   |
| 41 |      | Lawton Chiles M., Jr. | 8 gennaio 1991    | 12 dicembre 1998  | Democratico    |
| 42 |      | Buddy MacKay          | 12 dicembre 1998  | 5 gennaio 1999    | Democratico    |
| 43 |      | Jeb Bush              | 5 gennaio 1999    | 2 gennaio 2007    | Repubblicano   |
| 44 |      | Charlie Crist         | 2 gennaio 2007    | 4 gennaio 2011    | Indipendente   |
| 45 |      | Rick Scott            | 4 gennaio 2011    | 8 gennaio 2019    | Repubblicano   |
| 46 |      | Ron DeSantis          | 8 gennaio 2019    | in carica         | Repubblicano   |

## Altre cariche elevate tenute dai governatori
| Governatore         | Periodo             | Altri incarichi                                                                                                | Note   |
| ------------------- | ------------------- | --- | ------ |
| Andrew Jackson      | 1821                | Rappresentante e senatore per il Tennessee, Presidente degli Stati Uniti d'America                             | [ 51 ] |
| William Pope Duval  | 1822–1834           | Rappresentante per il Kentucky                                                                                 | [ 52 ] |
| John Eaton          | 1834–1836           | Senatore per il Tennessee, Ambasciatore in Spagna, Segretario alla Guerra                                      | [ 53 ] |
| Richard K. Call     | 1836–1839 1841–1844 | Delegato territoriale per il territorio della Florida                                                          | [ 54 ] |
| Robert R. Reid      | 1839–1841           | Rappresentante della Florida, rappresentante della Georgia                                                     | [ 55 ] |
| John Branch         | 1844–1845           | Rappresentante e senatore della Carolina del Nord, Governatore della Carolina del Nord, Segretario alla Marina | [ 56 ] |
| William Marvin      | 1865                | Eletto al Senato della Florida, ma rifiuto l'incarico                                                          | [ 57 ] |
| Napoleon B. Broward | 1905–1909           | Eletto al Senato della Florida, ma è morto prima di assumere l'incarico                                        | [ 58 ] |
| Park Trammell       | 1913–1917           | Senatore della Florida*                                                                                        | [ 59 ] |
| Spessard Holland    | 1941–1945           | Senatore della Florida*                                                                                        | [ 60 ] |
| Millard F. Caldwell | 1945–1949           | Rappresentante dalla Florida                                                                                   | [ 61 ] |
| Bob Graham          | 1979–1987           | Senatore della Florida*                                                                                        | [ 62 ] |
| Lawton Chiles       | 1991–1998           | Senatore della Florida                                                                                         | [ 63 ] |
| Buddy MacKay        | 1998–1999           | Rappresentante dalla Florida                                                                                   | [ 64 ] |
| Rick Scott          | 2011-2019           | Senatore della Florida*                                                                                        |        |
| Ron DeSantis        | 2019-               | Rappresentante della Florida                                                                                   |        |

(*) Assunse tale carica dopo aver ricoperto quella di governatore.